# إيزوسيانيد الهيدروجين
إيزوسيانيد الهيدروجين (Hydrogen isocyanide) هو مركب كيميائي له الصيغة الكيميائية HNC. وهو صنو مُصغّر من سيانيد الهيدروجين (HNC). ترتبط أهميته في مجال الكيمياء الفلكية بمدى انتشاره في الوسط بين النجمي.

## وصلات خارجية
- Hydrogen isocyanide on NIST Chemistry WebBook